# 아키타 차량 센터
아키타 차량 센터(일본어: 秋田車両センター)는 일본 아키타현 아키타시에 있는 차량 사업소이다. 일본 고속 철도 신칸센을 운행하는 신칸센 E6계 전동차와 일본 전철 동일본여객철도 701계 전동차, 동일본여객철도 E751계 전동차, 동일본여객철도 EV-E801계 전동차의 정비 및 관리를 담당한다.

## 업무
- 신칸센 E6계 전동차, 동일본여객철도 701계 전동차, 동일본여객철도 E751계 전동차, 동일본여객철도 EV-E801계 전동차 중정비 및 관리